# Arsura (okręg Vaslui)
Arsura – wieś w Rumunii, w okręgu Vaslui, w gminie Arsura. W 2011 roku liczyła 711 mieszkańców.